# Morten Andersen
Morten Andersen (ur. 11 kwietnia 1970 w Middelfart) – duński żużlowiec.

## Życiorys
Brązowy medalista indywidualnych młodzieżowych mistrzostw Danii (1991). Srebrny medalista indywidualnych mistrzostw świata juniorów (Coventry 1991). Finalista drużynowych mistrzostw świata (Kumla 1992 – IV miejsce). Uczestnik eliminacji indywidualnych mistrzostw świata (1993, 1994).
Startował w lidze brytyjskiej, w barwach klubów z Swindon (1991), Oksfordu (1992), Cradley Heath (1993–1994) oraz King’s Lynn (1995) .